# Список земноводных Египта

Административное деление Египта

Спи́сок земново́дных Еги́пта включает 9 видов земноводных, распространённых на территории Египта и принадлежащих семействам жаб, квакш, настоящих лягушек и Ptychadenidae отряда бесхвостых. Известны находки личинок неопределённых хвостатых земноводных в XIX веке, однако в более поздних фаунистических работах эти находки не подтверждались. Относительная бедность египетской батрахофауны связана с природными условиями страны — около 95 % её территории занимают пустыни.

## Список видов

### Легенда
Обозначения охранного статуса МСОП:
- — виды на грани исчезновения (в критическом состоянии)
- — виды под угрозой исчезновения
- — уязвимые виды
- — виды, близкие к уязвимому положению
- — виды под наименьшей угрозой
- — виды, для оценки угрозы которым не хватает данных
- — виды, не представленные в Международной Красной книге

| Иллюстрация                           | Русское название      | Латинское название и автор таксона       | Ареал на территории Египта | Статус МСОП       |
| ------------------------------------- | --------------------- | ---------------------------------------- | --- | ----------------- |
| Семейство Жабы (Bufonidae)            |                       |                                          | |                   |
|                                       |                       | Bufotes boulengeri (Lataste, 1879)       | Ранее считалась синонимом зелёной жабы, но впоследствии стала рассматриваться как самостоятельный вид. В Египте широко распространена по северу страны, обитая в западной части побережья Средиземного моря, на севере Синайского полуострова и вдоль краёв дельты Нила, но избегает самой дельты и долины Нила, где обитает пантеровая жаба. Также известна из всех крупных оазисов Ливийской пустыни, где представлена реликтовыми популяциями. | Вид вне опасности |
|                                       | Плоскобугорчатая жаба | Sclerophrys dodsoni (Boulenger, 1895)    | В Египте известна только из окрестностей Гебель-Эльба на юго-востоке страны, где населяет каменистые вади в полупустынях. | Вид вне опасности |
|                                       |                       | Sclerophrys kassasii (Baha El Din, 1993) | Эндемик Египта, обитающий в долине и дельте Нила, а также в Файюмском оазисе. В отличие от других египетских жаб, ведёт водный образ жизни. | Вид вне опасности |
|                                       | Пантеровая жаба       | Sclerophrys regularis (Reuss, 1833)      | Является наиболее обычным земноводным в стране и распространена в долине и дельте Нила, на западном побережье Средиземного моря и в зоне Суэцкого канала. | Вид вне опасности |
| Семейство Квакши (Hylidae)            |                       |                                          | |                   |
|                                       | Малоазиатская квакша  | Hyla savignyi Audouin, 1827              | Распространение этого вида в стране ограничено северо-восточным Синаем, где населяет водно-болотные угодья и близкие к ним сады и поля. | Вид вне опасности |
| Семейство Ptychadenidae               |                       |                                          | |                   |
|                                       |                       | Ptychadena nilotica (Seetzen, 1855)      | Ранее считалась синонимом гребнистой лягушки, но впоследствии была восстановлена как валидный вид. В Египте распространена в долине и дельте Нила, в Файюмском оазисе и зоне Суэцкого канала, обитая в заболоченные местообитания, такие как рисовые поля, влажные луга, каналы и канавы на полях и сады. | Вид вне опасности |
|                                       | Суданская лягушка     | Ptychadena schillukorum (Werner, 1908)   | Известна из дельты Нила и Файюмского оазиса, населяя заболоченные местообитания. | Вид вне опасности |
| Семейство Настоящие лягушки (Ranidae) |                       |                                          | |                   |
|                                       | Лягушка Бедряги       | Pelophylax bedriagae (Camerano, 1882)    | В Египте обитает в долине и дельте Нила и на северо-востоке Синайского полуострова. Возможно была интродуцирована в XX веке. Обычный вид, в большом количестве собираемый для экспорта лягушачьих лапок. | Вид вне опасности |
|                                       | Сахарская лягушка     | Pelophylax saharicus (Boulenger, 1913)   | Распространение в стране ограничено оазисом Сива. | Вид вне опасности |